# Róma–Cassino–Nápoly-vasútvonal
A Róma–Cassino–Nápoly-vasútvonal egy normál nyomtávolságú, 3 kV egyenárammal villamosított 250 km hosszúságú vasútvonal Olaszországban Róma és Nápoly között.
A Latium és Campania fővárosai között létező három vasútvonal közül az első, amelyet 1863-ban a Società per le strade ferrate romane befejezésével nyitottak meg. Jelenleg főként regionális vonatok, néhány vonat az Adriai-tenger partvidékéről, valamint néhány éjszakai vonat közlekedik rajta. A Róma–Nápoly nagysebességű vasútvonal (amelyet nagyrészt 2005. december 19-én nyitottak meg) többnyire ugyanezen az útvonalon halad.

## Története
A vonal első, déli végét a Nápolyi Királyi Vasúttársaság építette, és 1843. december 20-án nyitották meg Nápoly, Cancello és Caserta között, és ez volt a második vonal, amelyet a Két Szicília Királyságában nyitottak meg az 1839-ben megnyitott Nápoly–Portici-vasútvonal után. A nápolyi Porta Nolana végállomásról indult, amelyet ma a Circumvesuviana vasútvonal használ. Ezt a vonalat 1844. május 26-án meghosszabbították Capuáig. Egy mellékvonalat 1846-ban nyitottak meg Cancellóból Nolába, majd 1856-ban Sarnóig meghosszabbították.
A vonal északi részét a Porta Maggiore (a mai Termini pályaudvartól délnyugatra) és Ciampino között 1856. július 14-én nyitotta meg a Róma-Frascati vonal részeként a Società Pio Latina, egy francia társaság, amelyet IX. Piusz pápa tiszteletére neveztek el, aki megdöntötte a Vatikán korábbi ellenállását az olyan újításokkal szemben, mint a vasút a pápai államban. Ezt a vonalat 1863. október 22-én meghosszabbították az új Roma Termini állomásig.
1860-ban a Società Pio Latina és a Società Pio Centrale - az 1859-ben megnyitott Róma-Civitavecchia-vasútvonal építője - egyesült a Società per le strade ferrate romane ("Római Vasúttársaság") néven, amely aztán magába olvasztotta a Nápolyi Királyi Vasúttársaságot. A társaság 1862. december 1-jén megnyitotta a Roma Termini és Ceprano-Falvaterra közötti 80 kilométeres szakaszt (beleértve a Porta Maggiore-Ciampino szakaszt is). A 42 kilométeres Capua-Tora-Presenzano szakaszt 1861. október 14-én nyitották meg, a Ceprano-Falvaterra és Tora-Presenzano közötti utolsó 52 kilométeres szakaszt pedig 1863. február 25-én.